# Jessica Davis
Jessica Davis (31 ottobre 1992) è una bobbista e velocista statunitense.

## Biografia

### Atletica leggera
Pratica l'atletica leggera nelle discipline veloci sin dal 2007; partecipò a diverse edizioni dei campionati nazionali indoor, raggiungendo il sesto posto assoluto nei 60 metri piani nella rassegna tenutasi ad Albuquerque nel 2018. Prese anche parte ai trials di qualificazione per le Olimpiadi di Rio de Janeiro 2016, tenutisi a Eugene a luglio del 2016, mancando tuttavia la qualificazione nei 100 m. Vinse inoltre la medaglia di bronzo nei 200 m ai Campionati panamericani under 20 svoltisi a Miramar nel 2011.

### Bob
Compete nel bob dal 2018 come frenatrice nella squadra nazionale statunitense. Esordì in Coppa del Mondo nella stagione 2018/19, il 15 dicembre 2018 a Winterberg, piazzandosi al diciottesimo posto nel bob a quattro pilotato da Elana Meyers-Taylor; detiene invece quale miglior piazzamento in una tappa di Coppa nel bob a due il quinto posto, ottenuto in due occasioni.
Prese parte ai campionati mondiali di Whistler 2019, dove vinse la medaglia di bronzo nella competizione a squadre, gareggiando in coppia con Brittany Reinbolt nella frazione del bob a due femminile.

## Palmarès

### Mondiali
- 1 medaglia:
  - 1 bronzo (gara a squadre a Whistler 2019).